# فريج الحمام

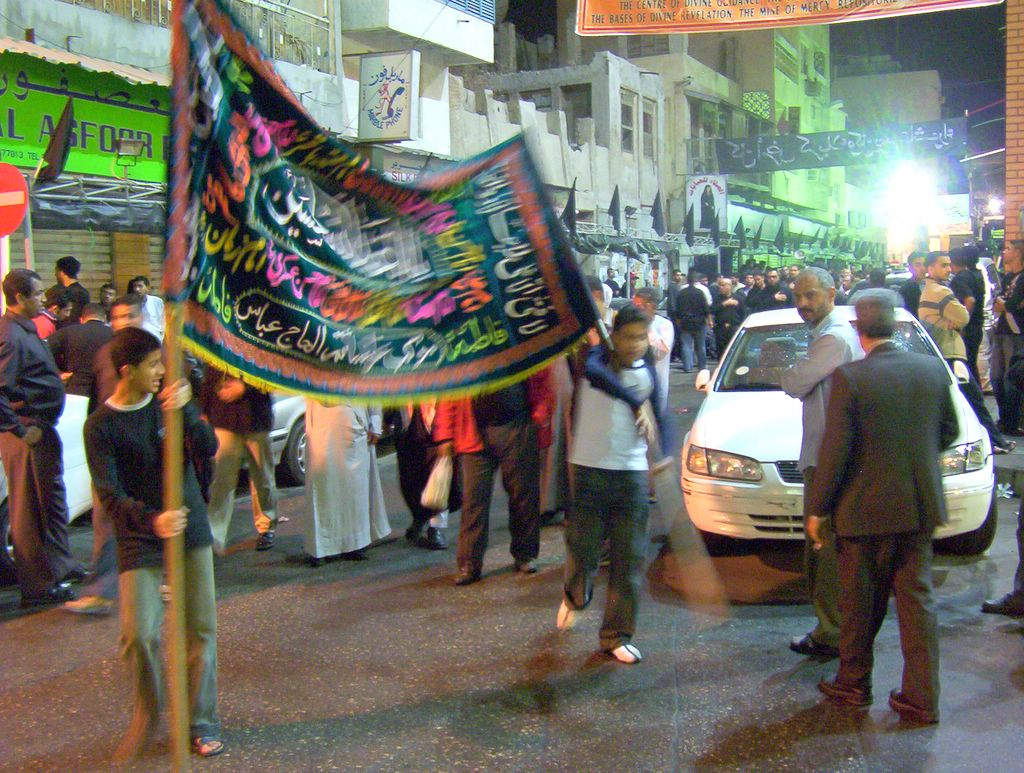
مسيرة عزاء في فريج الحمام

فريج الحمام ويسمى أيضا فريج الخواجة على اسم أشهر عائلة تسكن هناك هو حي (فريج بالمحلية) قريب من سوق المنامة في قلب المنامة عاصمة مملكة البحرين. وهو مجاور لفريج المخارقة حيث كان يشكل إحدى المناطق الأساسية في المنامة قبل توسعها في القرن 20.
تقع العديد من المآتم الشهيرة في الفريج بما في ذلك مأتم القصاب ومأتم حجي عباس.